# Jimmy McShane
Pour les articles homonymes, voir McShane.
James Harry McShane (23 mai 1957 - 29 mars 1995) est un chanteur et musicien nord-irlandais qui possédait la double nationalité britannique et italienne. Il s'est fait connaître en tant que chanteur du groupe de new wave italien Baltimora, notamment grâce à leur tube Tarzan Boy sorti en 1985.

## Biographie
James Harry McShane est né le 23 mai 1957 à Derry. Il est élevé dans un foyer conservateur et se heurte au rejet de sa famille lorsqu'il révèle son homosexualité. Il est engagé comme danseur de scène et choriste, effectuant des tournées en Europe avec Dee D. Jackson et son groupe. Lors d'une visite en Italie avec le groupe, il est attiré par la scène underground du pays, ce qui l'incite à s'installer à Milan en 1984. Il déclare à Dick Clark lors de l'émission American Bandstand en 1986 qu'il est tombé amoureux de l'Italie à partir de ce moment-là, et qu'il parlera plus tard couramment l'italien et obtiendra la nationalité italienne.
Après avoir fait ses débuts sans succès dans de petits clubs de Derry, McShane travaille comme technicien médical d'urgence pour la Croix-Rouge jusqu'à ce qu'il rencontre le producteur de disques et claviériste italien Maurizio Bassi, avec qui il fonde le groupe Baltimora. Le groupe connaît le succès avec son single le plus populaire, Tarzan Boy, sorti en 1985. En Amérique, McShane est submergé par le succès de la chanson. Certaines sources affirment que le chant principal a été interprété par Bassi tandis que McShane a fait les chœurs, mais cela reste incertain, et McShane apparaît comme le chanteur dans le clip de la chanson plutôt que Bassi.
McShane est diagnostiqué porteur du SIDA en 1994. Quelques mois plus tard, il quitte Milan pour passer le reste de sa vie dans sa ville natale de Derry, où il décède le 29 mars 1995 à l'âge de 37 ans. Un porte-parole de la famille déclare qu'il « a affronté sa maladie avec courage et qu'il est mort avec une grande dignité. » Il est enterré dans le cimetière de Derry City à côté de son père, décédé trois ans plus tôt en 1992. Il y a une plaque commémorative en son honneur à Derry. Bassi a arrêté de faire de la musique après la mort de McShane, bien que ses fils Emiliano et Matteo soient devenus musiciens par la suite.